# Доманси
Доманси (фр. Domancy) насеље је и општина у источној Француској у региону Рона-Алпи, у департману Горња Савоја која припада префектури Бонвил.
По подацима из 2011. године у општини је живело 1859 становника, а густина насељености је износила 251,22 становника/km². Општина се простире на површини од 7,4 km². Налази се на средњој надморској висини од 600 метара (максималној 900 m, а минималној 547 m).

## Демографија
| 1962. | 1968. | 1975. | 1982. | 1990. | 1999. | 2011. |
| ----- | ----- | ----- | ----- | ----- | ----- | ----- |
| 920   | 977   | 1.033 | 1.210 | 1.527 | 1.710 | 1.859 |

График промене броја становника у току последњих година